# Isadore
«Isadore» es la sexta canción del álbum If Not Now, When? de la banda estadounidense de rock alternativo, Incubus.

## Grabación
La canción fue grabada durante la grabación del álbum, en el cual el nombre provisional de la canción era "Drive 1974", debido a que según el guitarrista Mike Einziger, sonaba como una versión de los 70 de su canción Drive. Además, según Einziger, la banda escuchó a Phil Collins para sacar inspiración para la canción, y según el, la batería de fondo está inspirado en ello.

## Significado y estilo musical
La canción habla de la historia de dos personas, presuntamente dos enamorados, o tal vez solo dos amigos muy cercanos, y la clásica historia de traición. Ellos van hacia el cielo en un globo de aire caliente, y uno de ellos decide que va a seguir navegando, mientras que el otro decide irse.

La canción tiene un sonido muy característico, con un riff de guitarra y batería constante, muy similar al sonido del rock de los años 70.